# Moslim-Roma

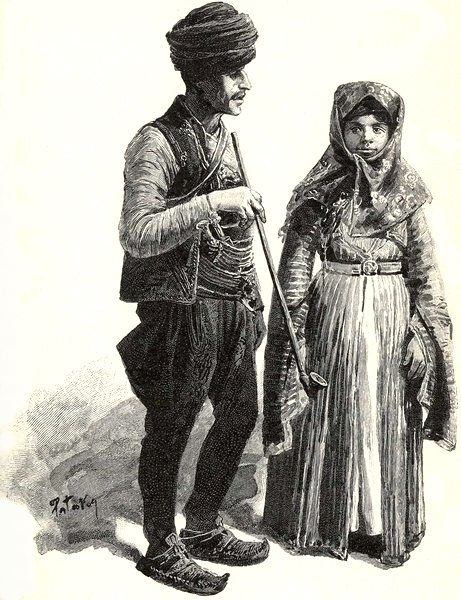
Moslim-Roma uit Bosnië, 1901

Moslim-Roma zĳn Roma die de soennitische Islam hebben overgenomen. In de Romani-taal wordt de groep xoraxane, khorkhane, xoraxai, Horahane en Turkse zigeuners genoemd. Moslim-Roma zijn onderverdeeld in verschillende groepen. Ze zĳn vooral afkomstig uit uit Turkije, Albanië, Bulgarije, voormalig Joegoslavië, Roemenië, Griekenland (West-Thracië), Noord-Cyprus en de Krim.
De historische groep Moslim-Roma dient overigens niet verward te worden met Roma die zich in de 20e en 21e eeuw tot de islam hebben bekeerd.

## Geschiedenis
De Moslim-Roma omarmden de soennitische islam ten tĳde van het Ottomaanse Rijk. De Moslim-Roma die tegenwoordig in de Dobroedzja in Roemenië wonen zijn mogelijk nazaten van Roma die in het Ottomaanse leger dienden en zich begin 16e eeuw in Roemenië vestigden. Een wet die Süleyman I in 1530 uitvaardigde, specifiek voor de Roma van Roemelië, ondersteunt deze gedachte. Hetzelfde geldt voor een wet uit 1541, die werd ingesteld ten behoeve van het Roma-detachement in het leger. Ook zal de gemeenschap van Moslim-Roma zijn aangevuld met Roma die van elders uit het Ottomaanse Rijk verhuisd waren. 
De gemeenschap vermengde elementen uit de oude Roma-tradities met de Islam. Ze werden door andere moslims overigens nooit als bijzonder religieus beschouwd. De Moslim-Roma hebben de islamitische levensstĳl overgenomen, waarmee ze duidelĳk verschillen van de christelijke Roma. Een van de kenmerken van de Moslim-Roma is besnĳdenis van jongens die vĳf jaar oud zĳn. Het nummer ‘5’ is namelĳk een heilig getal binnen de Romacultuur.
In de loop van de 20e eeuw kwam de arbeidsmigratie op gang. Hierdoor zĳn diverse Roma naar westerse landen geëmigreerd, zowel Europese als de Verenigde Staten. In Noord- en Zuid-Amerika verruilden ze soms het islamitische geloof voor het christelijke, maar bijvoorbeeld de Macedonische gemeenschap in de Bronx is moslim.

## Cultuur

### Taal
De Moslim-Roma spreken een mix van diverse talen. Naast het Romani en het Turks worden er ook mengvormen van beide talen gesproken.

### Vrouwen
Moslim-Romavrouwen dragen een dimije - ook wel bekend als şalvar - een Turkse jurk. De jurken worden doorgaans op speciale gelegenheden gedragen, maar er zĳn ook vrouwen die hem dagelĳks dragen.

### Dans
Een ander aspect van de cultuur is dansen. Traditionele dansen zĳn de buikdans en hora. In de Ottomaanse periode werden mannelĳke dansers köçek genoemd en vrouwelĳke dansers çengi.